# Mena, Mexiko
Mena är en ort i Mexiko.   Den ligger i kommunen Asunción Ixtaltepec och delstaten Oaxaca, i den sydöstra delen av landet, 500 km sydost om huvudstaden Mexico City. Mena ligger 109 meter över havet och antalet invånare är 221.
Terrängen runt Mena är kuperad västerut, men österut är den platt. Runt Mena är det glesbefolkat, med 20 invånare per kvadratkilometer. Närmaste större samhälle är San Jerónimo Ixtepec, 13,1 km sydväst om Mena. Omgivningarna runt Mena är en mosaik av jordbruksmark och naturlig växtlighet.